# Reprezentacja Republiki Serbskiej w piłce nożnej mężczyzn
Piłkarska reprezentacja Republiki Serbskiej w piłce nożnej – zespół, reprezentujący jedną z dwóch części składowych Bośni i Hercegowiny - Republikę Serbską. Nie należy do FIFA, ani do UEFA.